# اموت بولوت
اموت بولوت (انگلیسی: Umut Bulut؛ زادهٔ ۱۵ مارس ۱۹۸۳) بازیکن فوتبال اهل ترکیه است. وی همچنین در تیم ملی فوتبال ترکیه بازی کرده است.